# Рамешка (Чаромский сельсовет)
Рамешка — деревня в Шекснинском районе Вологодской области.
Входит в состав сельского поселения Сиземского (с 1 января 2006 года по 8 апреля 2009 года входила в Чаромское сельское поселение), с точки зрения административно-территориального деления — в Чаромский сельсовет.
Расстояние по автодороге до районного центра Шексны — 18,5 км, до центра муниципального образования Чаромского — 5,5 км. Ближайшие населённые пункты — Сватково, Медвежье, Красново, Гущино, Демино.
По переписи 2002 года население — 5 человек.